# محمدرضا آزاده‌فر

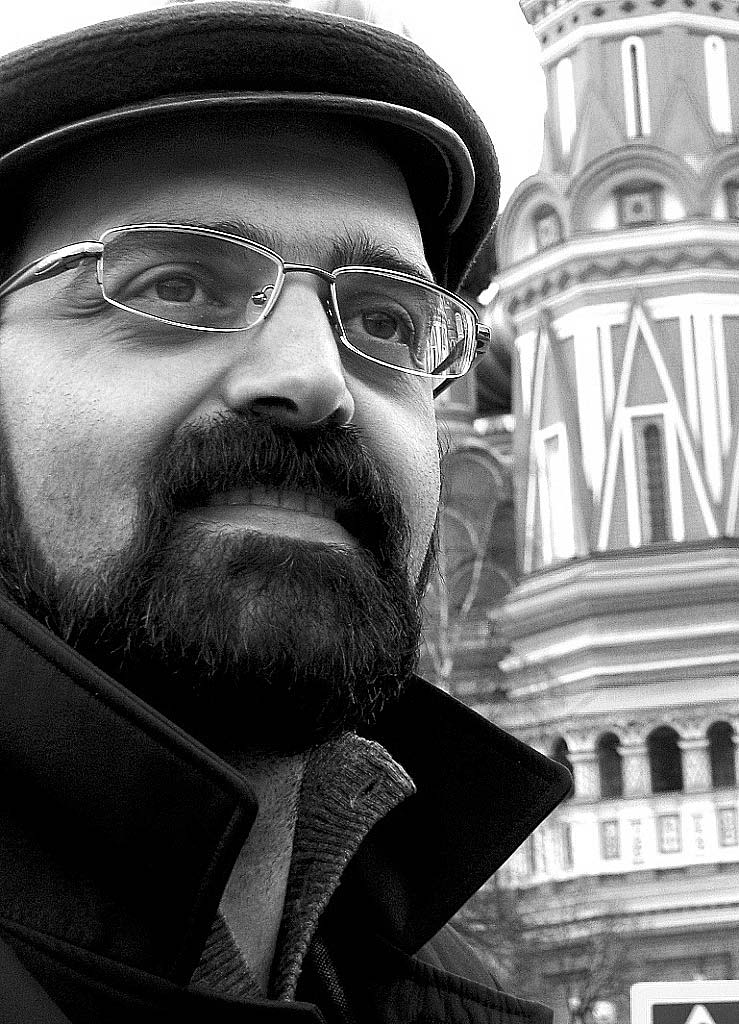
محمدرضا آزاده‌فر

محمدرضا آزاده‌فر (زادهٔ ۱۰ آبان ۱۳۴۸ در اصفهان) اتنوموزیکولوژیست و نوازندهٔ سنتور است. او در سنین نوجوانی فراگیری موسیقی را در هنرستان موسیقی اصفهان آغاز کرد. همزمان با موسیقی، به آموختن مبانی سینما و عکاسی در سینمای جوان پرداخت. در سال ۱۳۶۷ وارد دانشکده سینما و تئاتر دانشگاه هنر تهران شد. پس از فارغ‌التحصیل شدن از این دانشکده برای ادامهٔ تحصیل وارد مقطع کارشناسی ارشد پژوهش هنر با گرایش موسیقی شد. پس از اتمام تحصیلات کارشناسی ارشد در کنکور سراسری اعزام دانشجو به خارج از کشور در سال ۱۳۷۴ شرکت نمود و با کسب رتبه اول در سال ۱۳۷۸ برای ادامهٔ تحصیل در مقطع دکتری به انگلستان عزیمت کرد.
آزاده‌فر دورهٔ دکتری اتنوموزیکولوژی را در دانشگاه شفیلد انگلستان با رتبهٔ عالی در سال ۲۰۰۳ (۱۳۸۲) به پایان رساند و پس از آن وارد دورهٔ فلوشیپ اتنوموزیکولوژی دانشگاه SOAS لندن گردید. آزاده‌فر پس از اتمام این دوره ,در سال 2005 به ایران بازگشت و به عنوان عضو هیئت علمی دانشکدهٔ موسیقی دانشگاه هنر تهران به کار پرداخت. وی به سال ۱۳۹۷ موفق به کسب رتبهٔ استاد تمامی در این دانشکده شد.
آزاده‌فر از سال ۱۳۸۹ تا ابتدای سال ۱۳۹۳ به عنوان رئیس دانشکدهٔ موسیقی به کار خود ادامه داد و پس از آن نیز به عنوان مدرس در آن دانشکده مشغول کار می‌باشد.
آزاده‌فر در دورهٔ زندگی علمی خود توانست کتاب‌ها و مقالات متعددی در زمینه‌های مختلف موسیقی به رشتهٔ تحریر در آورد. در تابستان سال ۲۰۱۴ شورای بین‌المللی موسیقی سنتی (ICTM) آزاده‌فر را به عنوان نمایندهٔ این انجمن در ایران منسوب کرد. در سال ۱۳۹۷ تندیس کتاب برگزیدۀ خانه موسیقی ایران در بخش پژوهش به آزاده‌فر برای تألیف کتاب ساختار ملودی در موسیقی ایرانی اعطا شد.

## کتاب‌ها
- ۱۴۰۲ Good Research versus Ethical Participation at Muslim Women's Ceremonies in Iran, in he Routledge Companion to Ethics and Research in Ethnomusicology Publisher: Routledge. شابک ‎۹۷۸۰۳۶۷۴۹۰۰۳۴ link to Good Research versus Ethical Participation
- ۱۴۰۱ اتنوموزیکولوژی: رویکردهای مطالعاتی، تهران: نشر نی. شابک ISBN 978-622-06-0428-0
- ۱۳۹۸  گردشگری موسیقی: توسعه پایدار شهری و روستایی، تهران: نشر مرکز. شابک ISBN 9789642134311
- ۱۳۹۶  ساختار ملودی در موسیقی ایرانی، تهران: نشر مرکز. شابک ISBN 9789642133635
- ۱۳۹۵  مبانی آفرینش ملودی در آهنگسازی، تهران: نشر مرکز.. شابک ‎۹۷۸−۹۶۴−۲۱۳−۳۳۲−۱ [۶]
- ۱۳۹۵ هنر پایه دهم، تهران: نشر دفتر تألیف کتب درسی . ISBN 9789640525913 <ref>https://www.researchgate.net/publication/308886828_The_Arts_Official_Book_of_Grade_10_Secondary_Schools_in_Iran_hnr_payh_dhm</ref>
- ۱۳۹۵ هنر پایه دهم، تهران: نشر دفتر تألیف کتب درسی . ISBN 9789640525913 [۷]
- ۱۳۹۵ موسیقی در فلسفه و عرفان: یک مقدمه کوتاه، تهران: نشر مرکز .  ISBN  9789642133079
- ۱۳۹۴ هنر و اخلاق، تهران: سوره مهر . ISBN 978-6000301941
- ۱۳۹۳ اطلاعات عمومی موسیقی، تهران: نشر نی. شابک ‎۹۷۸−۹۶۴−۱۸۵−۳۷۸−۷
- ۱۳۹۲ بنیان‌های نظری و عملی موسیقی فیلم با رویکرد سینمای کشورهای اسلامی، سوره مهر. شابک ‎۶۰۰−۱۷۵−۵۳۰−۲
- ۱۳۹۰ اقتصاد موسیقی، انتشارات پژوهشگاه فرهنگ، هنر و ارتباطات وزارت ارشاد اسلامی. شابک ‎۹۷۸−۶۰۰−۵۸۱۸−۳۰−۷
- 1390 Rhythmic Structure in Iranian Music 2nd Edition دانشگاه هنر تهران. شابک ‎۹۶۴−۶۲۱۸−۹۲-X
- ۱۳۹۰ حماسه و موسیقی همراه بایک نسخه CD، انتشارات پژوهشگاه فرهنگ، هنر و ارتباطات وزارت ارشاد اسلامی. شابک ‎۹۷۸−۶۰۰−۵۵۷۴−۸۰−۷
- 1385 Rhythmic Structure in Iranian Music 1st Edition دانشگاه هنر تهران. شابک ‎۹۶۴−۶۲۱۸−۴۷−۴